# داء ترسب بلورات بيروفوسفات الكالسيوم
داء ترسب بلورات ثنائي هيدرات بيروفوسفات الكالسيوم أو داء ترسب البلورات أو النقرس الكاذب أو اعتلال المفاصل بالبيروفوسفات، هو مرض مفصلي ناجم عن التراكم المرضي لبلورات ثنائي هيدرات بيروفوسفات الكالسيوم ضمن الأنسجة الرخوة للمفاصل. تعتبر الركبة أشيع مواقع الإصابة.

## العلامات والأعراض
يبدأ المرض بشكل كلاسيكي بأعراض تشبه نوبة النقرس (ولهذا يطلق عليه اسم النقرس الكاذب. تتضمن تلك الأعراض ما يلي:
- ألم شديد
- سخونة
- تورم مفصل واحد أو أكثر

قد تكون الإصابة أحادية المفصل أو متعددة المفاصل. تستمر الأعراض عادةً من أيام إلى أسابيع، وغالبًا ما تنكس بعد الهجوع. يصيب المرض أي مفصل في الجسم، ولكن تعتبر الركبتين والمعصمين والوركين أشيع أماكن الإصابة.
تظهر الأشعة السينية أو التصوير المقطعي المحوسب أو أي تصوير آخر عادةً تراكم الكالسيوم داخل غضروف المفصل؛ ما يعرف باسم التكلس الغضروفي. قد يلاحظ الأطباء موجودات أخرى تشير للالتهاب المفصلي، وتظهر التحاليل المخبرية في معظم الحالات ارتفاعًا في عدد خلايا الدم البيضاء.
يبدي المرضى في كثير من الحالات علامات تشير لمتلازمة النفق الرسغي، وقد ترتبط هذه الحالة أيضًا بمتلازمة الكتف ميلووكي.

## السبب

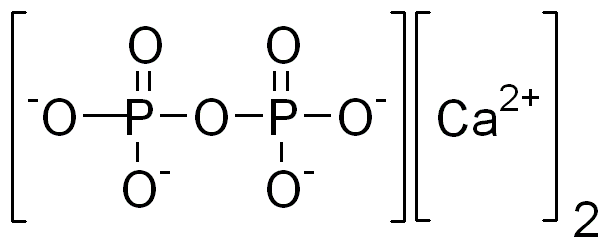
بيروفوسفات الكالسيوم

ما يزال سبب النقرس الكاذب غير معروف لغاية الآن. يعتقد أنه يحدث نتيجة زيادة تحلل الأدينوزين ثلاثي الفوسفات (الجزيء المستخدم كعملة للطاقة لدى جميع الكائنات الحية)؛ لأنها ستؤدي إلى زيادة مستويات البيروفوسفات في المفاصل، وهذا أحد أسباب تشكل البلورات وتراكمها.
تعتبر الأشكال العائلية للمرض نادرة، وقد وجدت إحدى الدراسات الجينية ارتباطًا بين النقرس الكاذب ومنطقة محددة في الذراع الطويل للكروموسوم الثامن.
يشارك الجين ANKH في التفاعلات الالتهابية الناجمة عن البلورات ونقل الفوسفات غير العضوية.

## التشخيص

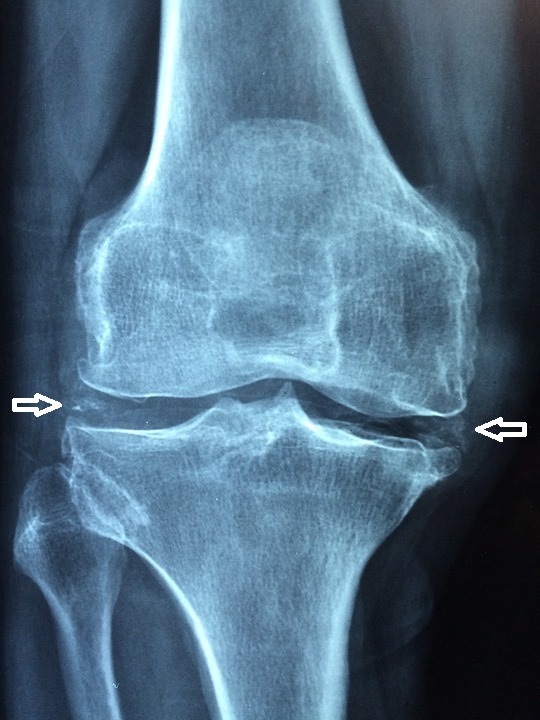
صورة أشعة سينية لركبة مصابة بالتكلس الغضروفي.

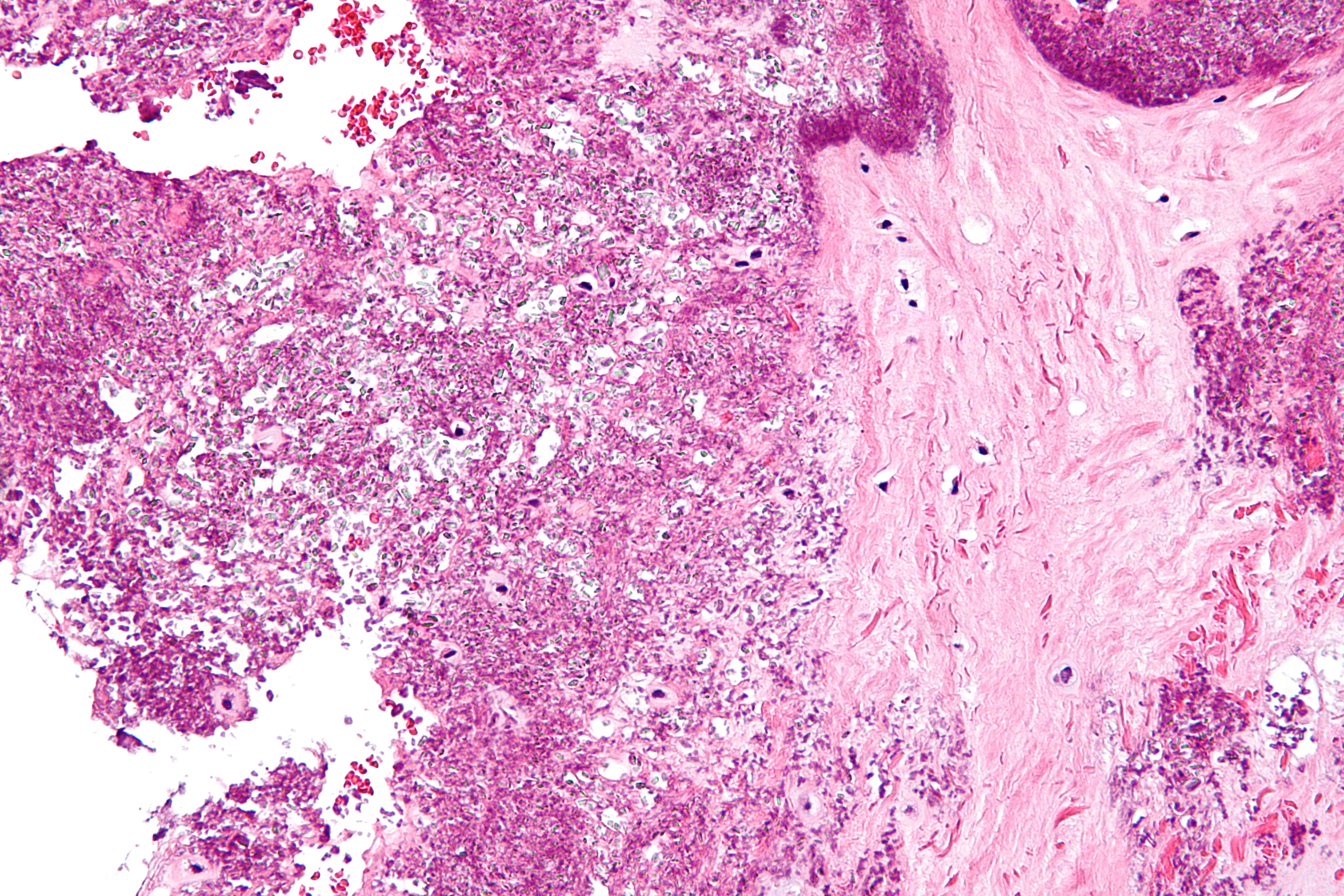
صورة بالمجهر الإلكتروني توضح ترسب البلورات ضمن قرص بين الفقرات ملونة بصبغة الهيماتوكسيلين واليوزين.

يعرّف المرض بوجود التهاب مفصلي متزامن مع تراكم بلورات ثنائي هيدرات بيروفوسفات الكالسيوم ضمن هذا المفصل المعني. تشاهد البلورات عادةً باستخدام آليات التصوير التشخيصية و/ أو عبر تحليل سائل المفصل.
يكتشف التكلس الغضروفي داخل المفصل المصاب عبر وسائل التصوير الطبي المختلفة؛ كالأشعة السينية أو التصوير المقطعي المحوسب أو التصوير بالرنين المغناطيسي أو الموجات فوق الصوتية. يشير التكلس الغضروفي إلى ترسب كميات كبيرة من بلورات الكالسيوم داخل الغضروف أو الأربطة. تعتبر الموجات فوق الصوتية طريقة موثوقة لتشخيص النقرس الكاذب، وعبرها يبدو التكلس الغضروفي كبؤر عالية الصدى غير مترافقة بظل صوتي ضمن الغضاريف الهيالينية أو الليفية. لا تميز الأشعة السينية النقرس الكاذب عن الأمراض المفصلية الأخرى كالتهاب الفقار اللاصق والنقرس.
قد يلجأ الأطباء لبزل المفصل (سحب عينة من سائل المفصل المصاب) لاختبار السائل الزليلي بحثًا عن بلورات بيروفوسفات الكالسيوم المشاهدة في النقرس الكاذب. تظهر بلورات بيروفوسفات الكالسيوم باللون الأزرق الغامق (محبة للأساس) عند تلوين العينة بصبغة الهيماتوكسيلين واليوزين. بفحص العينة تحت المجهر المستقطب، تبدو بلورات بيروفوسفات الكالسيوم بشكل شبه معيني مع انكسار إيجابي مزدوج، وهي أفضل الطرق المستخدمة لتمييز البلورات تحت المجهر. ومع ذلك، تبقى هذه الطريقة قليلة الحساسية والنوعية وتعتمد على الفاحص.
تشخص هاتان الطريقتان حاليًا مرض النقرس الكاذب، لكنهما تفتقران إلى الدقة في التشخيص. وبالتالي، يشخص مرض النقرس الكاذب باعتباره ظاهرة ثانوية.